# Tottori (cidade)
Tottori (鳥取市 Tottori-shi) é a capital da Prefeitura de Tottori na região de Chūgoku do Japão.
Em 1 de outubro de 2015, a cidade tinha uma população estimada de 192.912 habitantes e uma densidade populacional de 250 pessoas/km2. A área total é de 765, 31km2.
A cidade é conhecida por suas dunas de areia, que são uma importante atração turística. As dunas também são um importante centro de pesquisa de agricultura árida, abrigando o Centro de Pesquisa de Terra Árida da Universidade Tottori.

## História
Tottori foi incorporada como cidade em 1 de outubro de 1889. A maior parte da área central foi destruída pelo Terremoto de Tottori em 10 de setembro de 1943, matando mais de 1000 pessoas.
A redistribuição ("gappei") das fronteiras dos distritos da cidade de novembro de 2004 aumentou o tamanho de Tottori ao incluir um grande número de áreas vizinhas. Em 1 de novembro de 2004, a cidade de Kofuku, a vila de Fukube (ambas do Distrito de Iwami), as cidades de Aoya, Ketaka e Shikano (todas do Distrito de Kentaka), as cidades de Kawahara e Mochigase e a vila de Saji (todas do Distrito de Yazu) foram absorvidas por Tottori e o Distrito de Ketaka dissolvido.

## Educação
Tottori possui duas universidades. O campus principal da Universidade Tottori, uma universidade pública nacional, está localizado próximo ao Lago Koyama no extremo-oeste da cidade. A Universidade de Estudos Ambientais de Tottori, uma universidade privada, está localizada na parte sudeste da cidade, perto de Yazu. Estas duas universidades não devem ser confundidas com o junior college  de 2 anos na prefeitura, o Tottoro College, que está localizado na parte central de Kurayoshi.

## Transportes
No distrito comercial do centro da cidade, a Estação de Tottori oferece serviços da ferrovia JR West. O tempo de viagem até Osaka dura aproximadamente 2 horas e 30 minutos. O terminal de ônibus de Tottori está localizado ao lado da estação e oferece viagens para dentro e fora da cidade. No extremo-oeste da cidade está o Aeroporto de Tottori que oferece diariamente voos para o Aeroporto de Haneda, em Tóquio.

## Cultura

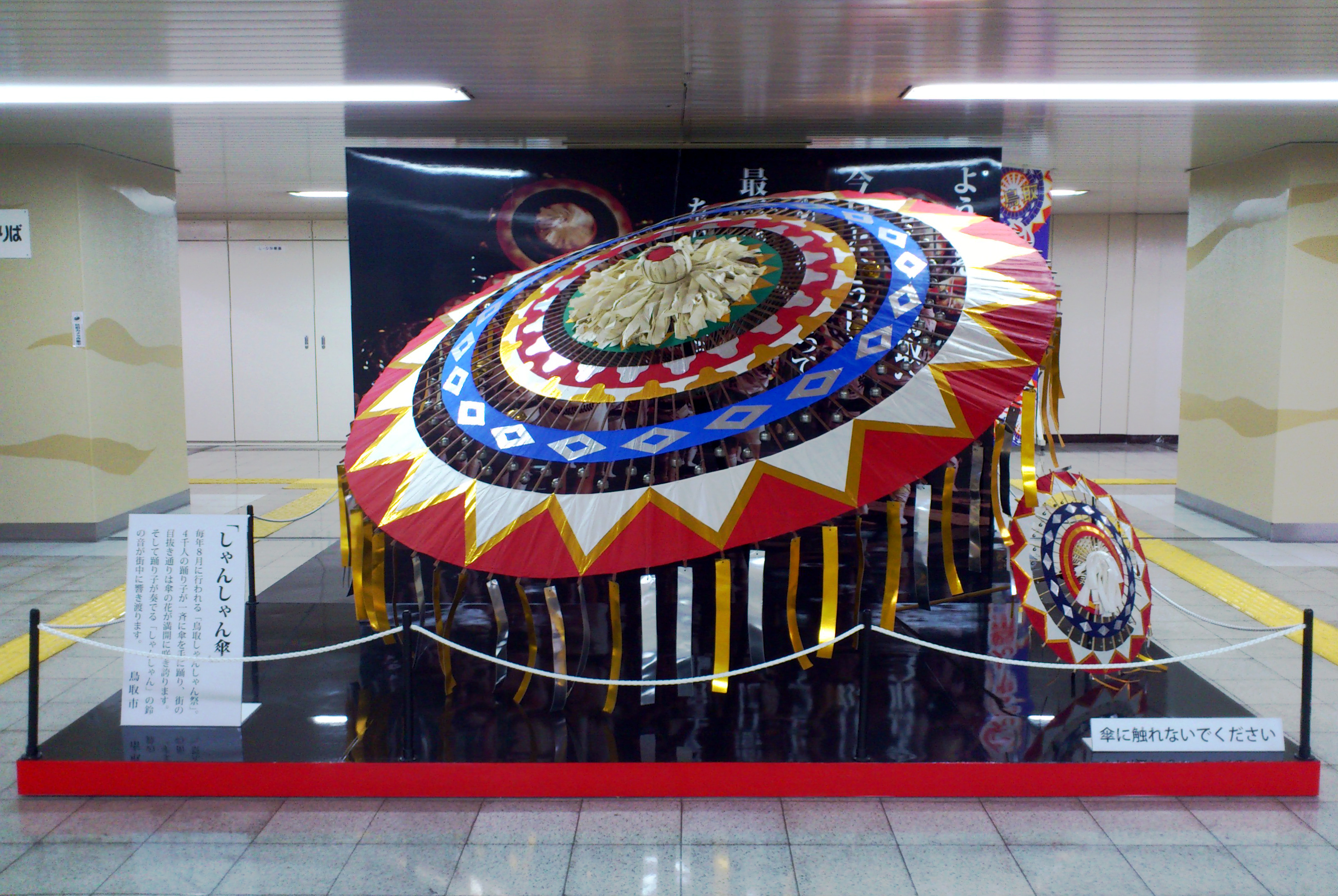
Guarda-chuva Shan-shan na entrada da Estação de Tottori

A principal rua da cidade (Wakasa, ou "rua das jovens sakura") vai para o norte, da estação e terminais no pé da montanha Kyushouzan ("pinheiro eterno"). Ao redor da montanha está a parte mais antiga da cidade. Seu centro é o agora arruinado Castelo de Tottori, antes propriedade do daimiô do clã Ikeda que governou o Domínio de Tottori durante o Período Edo. Ele é aberto ao público, e seu local é usado para o Festival do Castelo no outono. Nas redondezas há templos, museus e parques públicos. A cidade também sedia o famoso festival "Shan-shan" no verão, no qual equipes de pessoas se vestem tipicamente e dançam com grandes guarda-chuvas; o nome "Shan-shan" vem do som feito por pequenos sinos e pedaços de metal presos nos guarda-chuvas. Um exemplo de guarda-chuva Shan-shan está no saguão de entrada da Estação de Tottori.
No início de todo verão, Tottori sedia uma das maiores festas na praia do país, o San-in Beach Party. O evento dura um final de semana inteiro e alguns dos maiores DJs nacionais são convidados para tocar.

## Pontos turísticos
- Dunas de Tottori

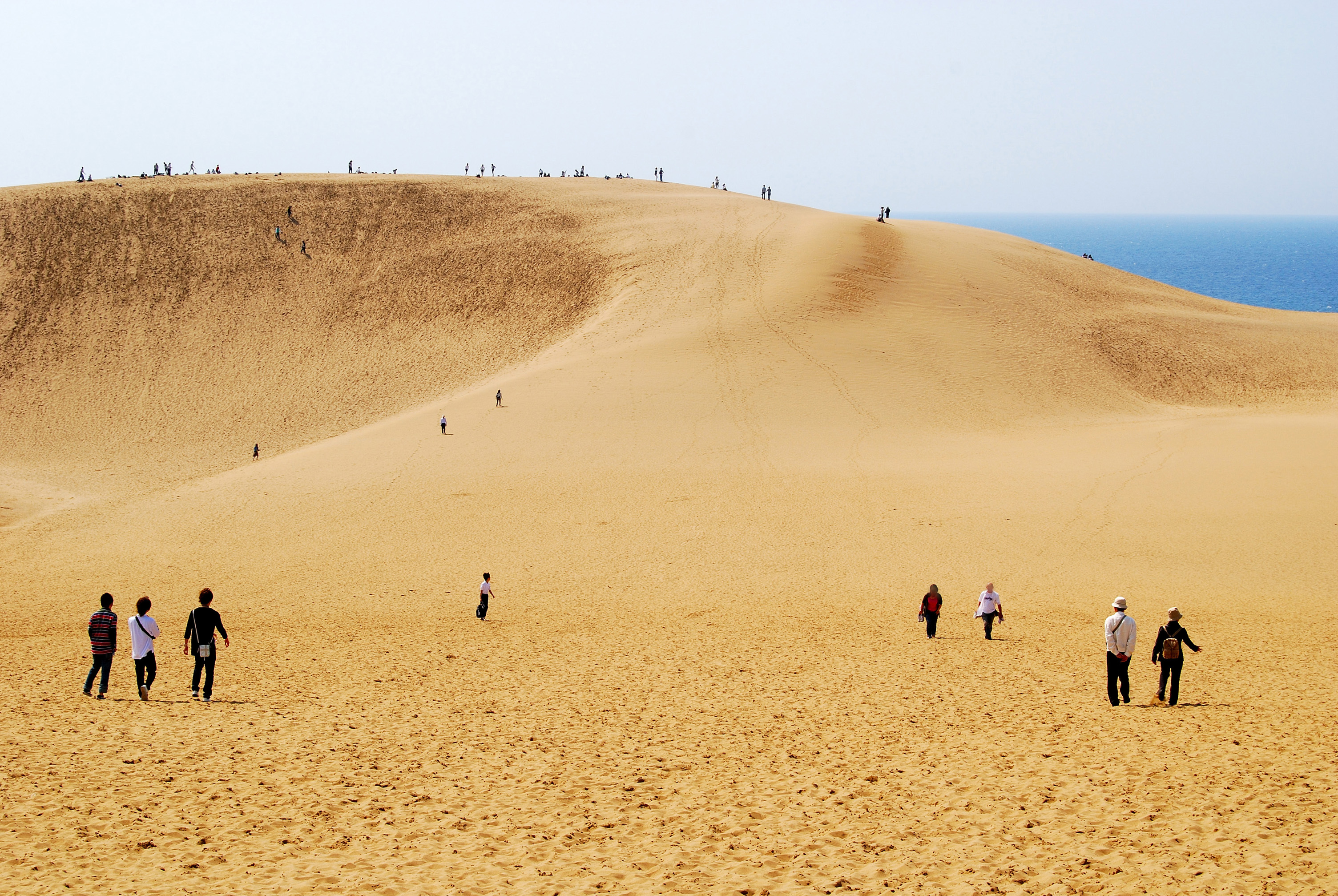
Turistas nas Dunas de Tottori

- Ruínas do Castelo de Tottori, no Parque Kyūshō
- Jinpūkaku, residência em estilo renascentista Francês pertencente ao clã Ikeda
- Kōzen-ji, templo familiar do clã Ikeda
- Santuário Ōchidani e Parque Ōchidani
- Mani-dera no Monte Mani
- Genchū-ji, templo da família do espadachim e samurai Araki Mataemon[13]
- O jardim Japonês de Kannon-in, um Local Especial de Beleza Cênica do Japão[14]
- Hamamura Onsen[15]
- Castelo Shikano

## Clima
Tottori possui clima subtropical úmido (Köppen Cfa) com verões quentes e invernos frios. A chuva é abundante durante todo o ano.
| Dados climáticos para Tottori, Tottori (1961–1990) | Dados climáticos para Tottori, Tottori (1961–1990) | Dados climáticos para Tottori, Tottori (1961–1990) | Dados climáticos para Tottori, Tottori (1961–1990) | Dados climáticos para Tottori, Tottori (1961–1990) | Dados climáticos para Tottori, Tottori (1961–1990) | Dados climáticos para Tottori, Tottori (1961–1990) | Dados climáticos para Tottori, Tottori (1961–1990) | Dados climáticos para Tottori, Tottori (1961–1990) | Dados climáticos para Tottori, Tottori (1961–1990) | Dados climáticos para Tottori, Tottori (1961–1990) | Dados climáticos para Tottori, Tottori (1961–1990) | Dados climáticos para Tottori, Tottori (1961–1990) | Dados climáticos para Tottori, Tottori (1961–1990) |
| Mês                                                | Jan                                                | Fev                                                | Mar                                                | Abr                                                | Mai                                                | Jun                                                | Jul                                                | Ago                                                | Set                                                | Out                                                | Nov                                                | Dez                                                | Ano                                                |
| -------------------------------------------------- | -------------------------------------------------- | -------------------------------------------------- | -------------------------------------------------- | -------------------------------------------------- | -------------------------------------------------- | -------------------------------------------------- | -------------------------------------------------- | -------------------------------------------------- | -------------------------------------------------- | -------------------------------------------------- | -------------------------------------------------- | -------------------------------------------------- | -------------------------------------------------- |
| Média alta °C (°F)                                 | 7.4 (45.3)                                         | 7.6 (45.7)                                         | 11.8 (53.2)                                        | 18.3 (64.9)                                        | 23.1 (73.6)                                        | 26.7 (80.1)                                        | 30.1 (86.2)                                        | 31.8 (89.2)                                        | 26.8 (80.2)                                        | 21.4 (70.5)                                        | 16.1 (61)                                          | 10.9 (51.6)                                        | 19.3 (66.7)                                        |
| Média diária °C (°F)                               | 3.7 (38.7)                                         | 3.7 (38.7)                                         | 6.9 (44.4)                                         | 12.7 (54.9)                                        | 17.3 (63.1)                                        | 21.7 (71.1)                                        | 25.5 (77.9)                                        | 26.7 (80.1)                                        | 22.0 (71.6)                                        | 16.1 (61)                                          | 11.2 (52.2)                                        | 6.5 (43.7)                                         | 14.5 (58.12)                                       |
| Média baixa °C (°F)                                | 0.5 (32.9)                                         | 0.2 (32.4)                                         | 2.4 (36.3)                                         | 6.9 (44.4)                                         | 11.9 (53.4)                                        | 17.5 (63.5)                                        | 21.7 (71.1)                                        | 22.5 (72.5)                                        | 18.1 (64.6)                                        | 11.6 (52.9)                                        | 7.0 (44.6)                                         | 2.7 (36.9)                                         | 10.3 (50.5)                                        |
| Média precipitação mm (pol.)                       | 185.3 (7.295)                                      | 165.0 (6.496)                                      | 124.6 (4.906)                                      | 120.5 (4.744)                                      | 121.4 (4.78)                                       | 168.0 (6.614)                                      | 202.5 (7.972)                                      | 134.8 (5.307)                                      | 246.6 (9.709)                                      | 147.7 (5.815)                                      | 162.0 (6.378)                                      | 171.1 (6.736)                                      | 1 949,5 (76,752)                                   |
| Queda de neve média cm (pol.)                      | 84 (33.1)                                          | 78 (30.7)                                          | 16 (6.3)                                           | 0 (0)                                              | 0 (0)                                              | 0 (0)                                              | 0 (0)                                              | 0 (0)                                              | 0 (0)                                              | 0 (0)                                              | 1 (0.4)                                            | 32 (12.6)                                          | 211 (83.1)                                         |
| Média de dias de precipitação                      | 19.0                                               | 16.8                                               | 14.8                                               | 11.5                                               | 10.4                                               | 11.9                                               | 10.7                                               | 9.2                                                | 12.8                                               | 11.4                                               | 13.9                                               | 17.1                                               | 159.5                                              |
| Média umidade relativa (%)                         | 74                                                 | 75                                                 | 71                                                 | 70                                                 | 71                                                 | 77                                                 | 79                                                 | 77                                                 | 80                                                 | 77                                                 | 75                                                 | 73                                                 | 74.9                                               |
| Média mensal horas de sol                          | 68.2                                               | 73.4                                               | 132.2                                              | 176.7                                              | 207.7                                              | 159.0                                              | 179.8                                              | 207.7                                              | 144.4                                              | 142.6                                              | 102.0                                              | 83.7                                               | 1 677,4                                            |
| Source #1: NOAA (1961-1990)                        |                                                    |                                                    |                                                    |                                                    |                                                    |                                                    |                                                    |                                                    |                                                    |                                                    |                                                    |                                                    |                                                    |
| Source #2: HKO (sun only)                          |                                                    |                                                    |                                                    |                                                    |                                                    |                                                    |                                                    |                                                    |                                                    |                                                    |                                                    |                                                    |                                                    |

## Cidades-irmãs
- Kushiro, Japão (desde 4 de outubro de 1963)
- Himeji, Japão (desde 8 de março de 1972)
- Iwakuni, Japão (desde 13 de outubro de 1995)
- Chongju, Coreia do Sul (desde 30 de agosto de 1990)[19]
- Hanau, Alemanha (desde 19 de novembro de 2001)[20]